# Henri Eninful
Henri Eninful (21 de julho de 1992) é um futebolista profissional togolês que atua como meia.

## Carreira
Henri Eninful representou o elenco da Seleção Togolesa de Futebol no Campeonato Africano das Nações de 2017.